# غلين مودي
غلين مودي (بالإنجليزية: Glenn Moody)‏ هو لاعب دارت بريطاني، ولد في 19 يونيو 1964 في ميدلزبرة في المملكة المتحدة.

## وصلات خارجية
- غلين مودي على موقع DartsDatabase.co.uk (الإنجليزية)